# Полуотворен задњи лабијализован самогласник
| [ повећај ]                                                     | предњи                                                                | готово предњи                                                         | средњи                                                                | готово задњи                                                          | задњи                                                                 |
| затворен                                                        | \| i · yɨ · ʉɯ · uɪ ʏ ʊe · øɘ · ɵɤ · oəɛ · œɜ · ɞʌ · ɔæɐa · ɶɑ · ɒ \| | \| i · yɨ · ʉɯ · uɪ ʏ ʊe · øɘ · ɵɤ · oəɛ · œɜ · ɞʌ · ɔæɐa · ɶɑ · ɒ \| | \| i · yɨ · ʉɯ · uɪ ʏ ʊe · øɘ · ɵɤ · oəɛ · œɜ · ɞʌ · ɔæɐa · ɶɑ · ɒ \| | \| i · yɨ · ʉɯ · uɪ ʏ ʊe · øɘ · ɵɤ · oəɛ · œɜ · ɞʌ · ɔæɐa · ɶɑ · ɒ \| | \| i · yɨ · ʉɯ · uɪ ʏ ʊe · øɘ · ɵɤ · oəɛ · œɜ · ɞʌ · ɔæɐa · ɶɑ · ɒ \| |
| готово затворен                                                 | \| i · yɨ · ʉɯ · uɪ ʏ ʊe · øɘ · ɵɤ · oəɛ · œɜ · ɞʌ · ɔæɐa · ɶɑ · ɒ \| | \| i · yɨ · ʉɯ · uɪ ʏ ʊe · øɘ · ɵɤ · oəɛ · œɜ · ɞʌ · ɔæɐa · ɶɑ · ɒ \| | \| i · yɨ · ʉɯ · uɪ ʏ ʊe · øɘ · ɵɤ · oəɛ · œɜ · ɞʌ · ɔæɐa · ɶɑ · ɒ \| | \| i · yɨ · ʉɯ · uɪ ʏ ʊe · øɘ · ɵɤ · oəɛ · œɜ · ɞʌ · ɔæɐa · ɶɑ · ɒ \| | \| i · yɨ · ʉɯ · uɪ ʏ ʊe · øɘ · ɵɤ · oəɛ · œɜ · ɞʌ · ɔæɐa · ɶɑ · ɒ \| |
| полузатворен                                                    | \| i · yɨ · ʉɯ · uɪ ʏ ʊe · øɘ · ɵɤ · oəɛ · œɜ · ɞʌ · ɔæɐa · ɶɑ · ɒ \| | \| i · yɨ · ʉɯ · uɪ ʏ ʊe · øɘ · ɵɤ · oəɛ · œɜ · ɞʌ · ɔæɐa · ɶɑ · ɒ \| | \| i · yɨ · ʉɯ · uɪ ʏ ʊe · øɘ · ɵɤ · oəɛ · œɜ · ɞʌ · ɔæɐa · ɶɑ · ɒ \| | \| i · yɨ · ʉɯ · uɪ ʏ ʊe · øɘ · ɵɤ · oəɛ · œɜ · ɞʌ · ɔæɐa · ɶɑ · ɒ \| | \| i · yɨ · ʉɯ · uɪ ʏ ʊe · øɘ · ɵɤ · oəɛ · œɜ · ɞʌ · ɔæɐa · ɶɑ · ɒ \| |
| средњи                                                          | \| i · yɨ · ʉɯ · uɪ ʏ ʊe · øɘ · ɵɤ · oəɛ · œɜ · ɞʌ · ɔæɐa · ɶɑ · ɒ \| | \| i · yɨ · ʉɯ · uɪ ʏ ʊe · øɘ · ɵɤ · oəɛ · œɜ · ɞʌ · ɔæɐa · ɶɑ · ɒ \| | \| i · yɨ · ʉɯ · uɪ ʏ ʊe · øɘ · ɵɤ · oəɛ · œɜ · ɞʌ · ɔæɐa · ɶɑ · ɒ \| | \| i · yɨ · ʉɯ · uɪ ʏ ʊe · øɘ · ɵɤ · oəɛ · œɜ · ɞʌ · ɔæɐa · ɶɑ · ɒ \| | \| i · yɨ · ʉɯ · uɪ ʏ ʊe · øɘ · ɵɤ · oəɛ · œɜ · ɞʌ · ɔæɐa · ɶɑ · ɒ \| |
| полуотворен                                                     | \| i · yɨ · ʉɯ · uɪ ʏ ʊe · øɘ · ɵɤ · oəɛ · œɜ · ɞʌ · ɔæɐa · ɶɑ · ɒ \| | \| i · yɨ · ʉɯ · uɪ ʏ ʊe · øɘ · ɵɤ · oəɛ · œɜ · ɞʌ · ɔæɐa · ɶɑ · ɒ \| | \| i · yɨ · ʉɯ · uɪ ʏ ʊe · øɘ · ɵɤ · oəɛ · œɜ · ɞʌ · ɔæɐa · ɶɑ · ɒ \| | \| i · yɨ · ʉɯ · uɪ ʏ ʊe · øɘ · ɵɤ · oəɛ · œɜ · ɞʌ · ɔæɐa · ɶɑ · ɒ \| | \| i · yɨ · ʉɯ · uɪ ʏ ʊe · øɘ · ɵɤ · oəɛ · œɜ · ɞʌ · ɔæɐa · ɶɑ · ɒ \| |
| готово отворен                                                  | \| i · yɨ · ʉɯ · uɪ ʏ ʊe · øɘ · ɵɤ · oəɛ · œɜ · ɞʌ · ɔæɐa · ɶɑ · ɒ \| | \| i · yɨ · ʉɯ · uɪ ʏ ʊe · øɘ · ɵɤ · oəɛ · œɜ · ɞʌ · ɔæɐa · ɶɑ · ɒ \| | \| i · yɨ · ʉɯ · uɪ ʏ ʊe · øɘ · ɵɤ · oəɛ · œɜ · ɞʌ · ɔæɐa · ɶɑ · ɒ \| | \| i · yɨ · ʉɯ · uɪ ʏ ʊe · øɘ · ɵɤ · oəɛ · œɜ · ɞʌ · ɔæɐa · ɶɑ · ɒ \| | \| i · yɨ · ʉɯ · uɪ ʏ ʊe · øɘ · ɵɤ · oəɛ · œɜ · ɞʌ · ɔæɐa · ɶɑ · ɒ \| |
| отворен                                                         | \| i · yɨ · ʉɯ · uɪ ʏ ʊe · øɘ · ɵɤ · oəɛ · œɜ · ɞʌ · ɔæɐa · ɶɑ · ɒ \| | \| i · yɨ · ʉɯ · uɪ ʏ ʊe · øɘ · ɵɤ · oəɛ · œɜ · ɞʌ · ɔæɐa · ɶɑ · ɒ \| | \| i · yɨ · ʉɯ · uɪ ʏ ʊe · øɘ · ɵɤ · oəɛ · œɜ · ɞʌ · ɔæɐa · ɶɑ · ɒ \| | \| i · yɨ · ʉɯ · uɪ ʏ ʊe · øɘ · ɵɤ · oəɛ · œɜ · ɞʌ · ɔæɐa · ɶɑ · ɒ \| | \| i · yɨ · ʉɯ · uɪ ʏ ʊe · øɘ · ɵɤ · oəɛ · œɜ · ɞʌ · ɔæɐa · ɶɑ · ɒ \| |
| i · yɨ · ʉɯ · uɪ ʏ ʊe · øɘ · ɵɤ · oəɛ · œɜ · ɞʌ · ɔæɐa · ɶɑ · ɒ |                                                                       |                                                                       |                                                                       |                                                                       |                                                                       |

Полуотворен задњи лабијализован самогласник је самогласник, који се користи у неким говорним језицима. Симбол у Међународној фонетској азбуци који представља овај звук је , и одговарајући X-SAMPA симбол је . 
ИПА симбол је обрнуто слово c, и оба симбол и звук се обично зову „отворено-о“.
Назив „отворено-о“ представља звук, у томе што је као звук представљен са , полузатворен задњи лабијализован самогласник, осим што је отворенији.

## Карактеристике
- Висина самогласника је полуотворен, што значи да је врх језика постављен између отвореног самогласника и самогласника средње висине.
- Место изговора је задњи, што значи да је врх језика постављен што ближе задњем делу уста без стварања сужења да би се сматрао као сугласник.
- Лабијализованост самогласника је лабијализован, што значи да су усне заобљене.

## Појава
| Језик       | Језик          | Реч | ИПА    | Значење         | Напомене                                 |
| ----------- | -------------- | --- | ------ | --------------- | ---------------------------------------- |
| Албански    | Албански       | |        | 'да'            |                                          |
| Бенгалски   | Бенгалски      | |        | 'седи'          | Види бенгалску фонологију                |
| Каталонски  | Каталонски     | |        | 'ствар'         | Види каталонску фонологију               |
| Кинески     | кантонски      | [我] грешка: {{lang}}: непрепозната ознака језика: zh-yue-Hani (помоћ)/[ngo5 ] грешка: {{lang}}: текст има искошену назнаку (помоћ) |        | 'ја'            | Види стандардни кантонски                |
| Кинески     | мандарински    | [我] грешка: {{lang}}: непрепозната ознака језика: zh-cmn-Hani (помоћ)/[wǒ] грешка: {{lang}}: текст има искошену назнаку (помоћ)    |        | 'ја'            | Види стандардни мандарински              |
| Кинески     | Ву             | [跑] грешка: {{lang}}: непрепозната ознака језика: zh-cmn-Hani (помоћ)/[bo] грешка: {{lang}}: текст има искошену назнаку (помоћ)    |        | 'трчи'          |                                          |
| Чешки       | Чешки          | |        | 'око'           | Види чешку фонологију                    |
| Холандски   | Холандски      | |        | 'кост'          | Види холандску фонологију                |
| Енглески    | аустралијски   | |        | 'вруће'         | Види аустралијску енглеску фонологију    |
| Енглески    | општи амерички | bog |        | 'мочвара'       | Неки говорници. Види енглеску фонологију |
| Енглески    | стандардни     | bore |        | 'бушотина'      | Види енглеску фонологију                 |
| Фарски      | Фарски         | |        | 'ноћ'           |                                          |
| Француски   | Француски      | |        | 'судбина'       | Види француску фонологију                |
| Грузијски   | Грузијски      | |        | 'тачан'         |                                          |
| Њемачки     | Њемачки        | |        | 'пуно'          | Види њемачку фонологију                  |
| Италијански | Италијански    | |        | 'реч'           | Види италијанску фонологију              |
| Лаоски      | Лаоски         | |        | 'порекло'       |                                          |
| Норвешки    | Норвешки       | |        | 'врх'           | Види норвешку фонологију                 |
| Окситански  | Окситански     | |        | 'човек'         |                                          |
| Пољски      | Пољски         | | [kɔt]ⓘ | 'мачка'         | Види пољску фонологију                   |
| Португалски | Португалски    | |        | 'само'          | Види португалску фонологију              |
| Шведски     | Шведски        | | [mɔl]ⓘ | 'мањи'          | Види шведску фонологију                  |
| Таџички     | Таџички        | тоҷикӣ |        | 'Таџик' (језик) |                                          |
| Вијетнамски | Вијетнамски    | |        | 'велико'        | Види вијетнамску фонологију              |